# Alpaida holmbergi
Alpaida holmbergi är en spindelart som beskrevs av Levi 1988. Alpaida holmbergi ingår i släktet Alpaida och familjen hjulspindlar. Inga underarter finns listade i Catalogue of Life.